# San Juan del Puerto
San Juan del Puerto ist eine spanische Stadt in der Provinz Huelva in der Autonomen Region Andalusien. 2024 hatte die Gemeinde 9.811 Einwohner. Sie befindet sich in der Comarca Metropolitana de Huelva. 

## Geografie
Die Gemeinde grenzt an die Gemeinden Gibraleón, Huelva, Moguer, Niebla und Trigueros.

## Geschichte
Die Siedlung entstand in der iberisch-römischen Zeit und trägt seit dem Jahre 1468 ihren heutigen Namen.

## Sehenswürdigkeiten
- Kirche Iglesia de S. Juan Bautista